# Honzík (móda)

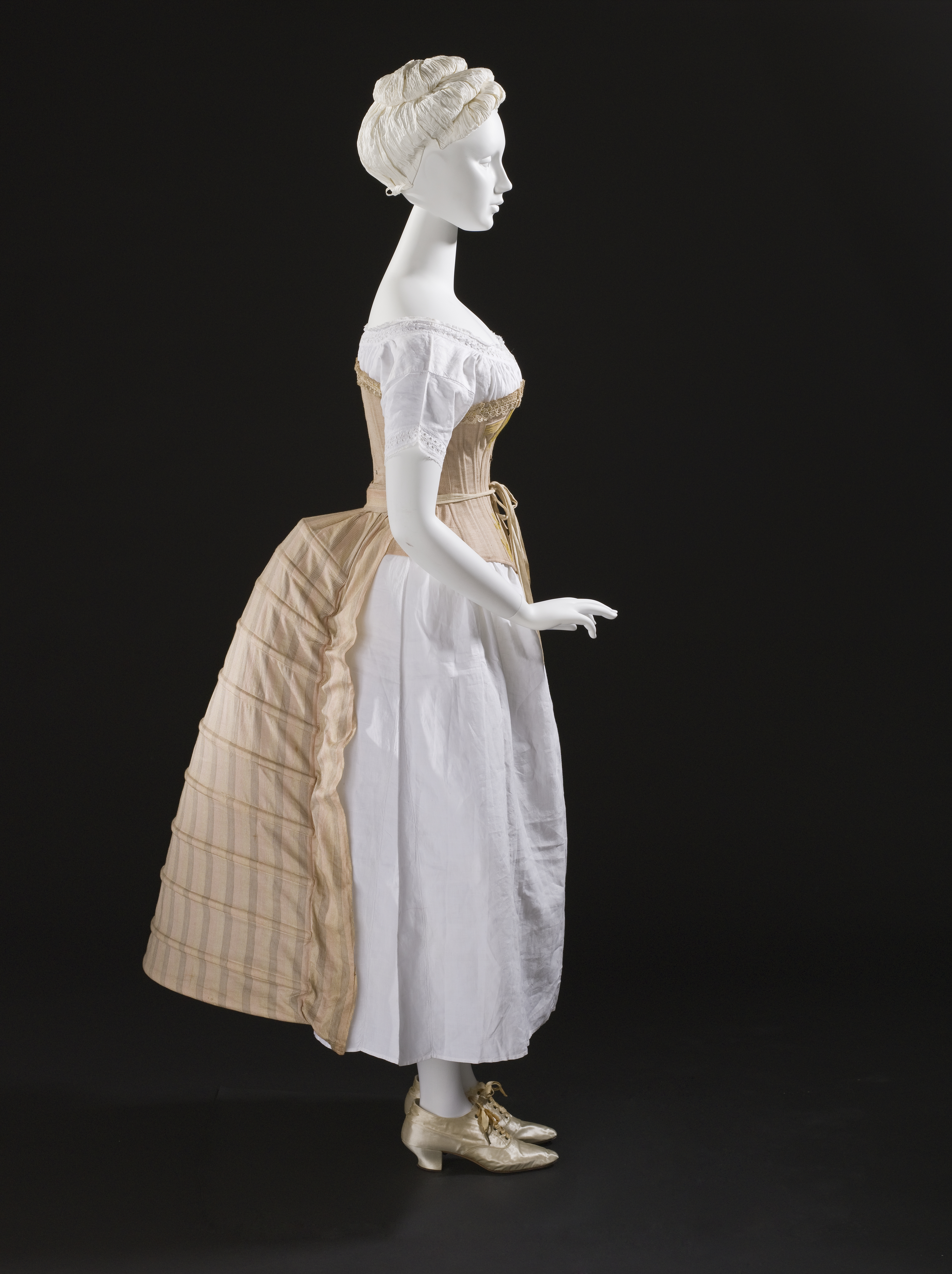
Šaty s honzíkem, cca 1885

Honzík (angl.: bustle, něm.: Cul de Paris) je podložka, která se používala v minulosti pro zadní část rozšířených sukní. V písemné češtině je označení známé asi od poslední třetiny 19. století, oděvy s touto součástí se nazývaly také turnýr, pannier aj.

## Z historie módy
Sukně stažené dozadu byly známé asi od konce 17. století, vycpávky na zadní části od 70. a 80. let 18. století. Začátkem 19. století se označovaly jako „umělý hrb“, koncem 20. let se pro ně začal používat anglický název bustle. Od poloviny 19. století se na výplň používaly velrybí kostice nebo nafukovací gumové vaky. V 70. a 80. letech patřilo zdůraznění velkého zadku (a štíhlého pasu) k odívání moderní ženy. Patřičná forma honzíka se dosahovala vycpávkou z koňských žíní nebo pružnou kovovou konstrukcí. Vrcholu dosáhla tato součást pozdněviktoriánské módy v roce 1885. Koncem 80. let sukně zeštíhlely a honzík se přestal nosit, ideální postava ženy se štíhlým pasem a většími hýžděmi však zůstala. Ve 20. a v 21. století se občas objevilo několik návrhů, které se podobaly oděvům z viktoriánského období (včetně honzíka), o jejich širším uplatnění není však nic známo.

## Podněty ke vzniku módy s honzíkem
Některé feministické historičky vidí předobraz módy honzíků v osobě Saartjie Baartmanové (1789–1815), domorodé Jihoafričanky s výraznými hýžděmi, jež byla v Evropě prezentována jako kuriozita. Ženské siluety podobné nákresům (většinou karikaturám) Baartmanové se v módních návrzích objevují asi 60 let poté. Podobné vycpávky ke zvýraznění ženské postavy jsou v Evropě nicméně známy již z 16. století.

## Galerie

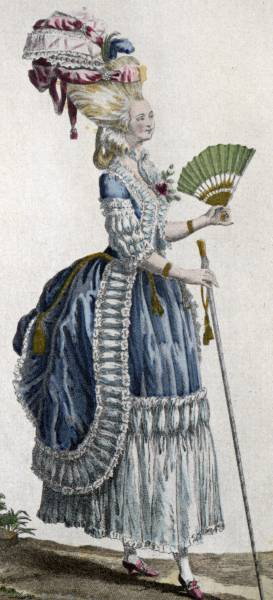
Šaty s honzíkem, c. 1775
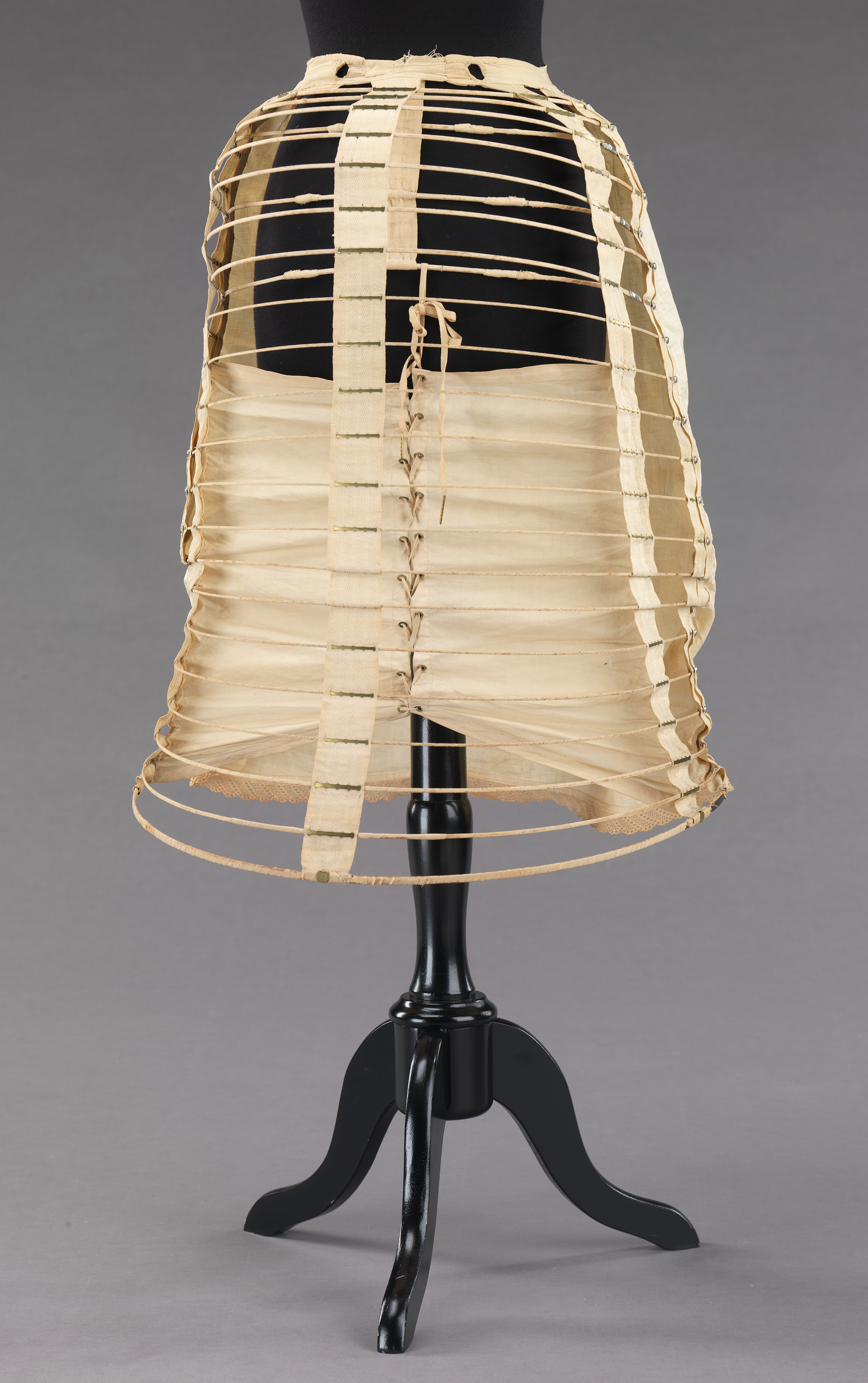
Kovový „tříčvrteční“ nosič honzíka z obobí 1872–74 (Metropolitní muzeum umění)
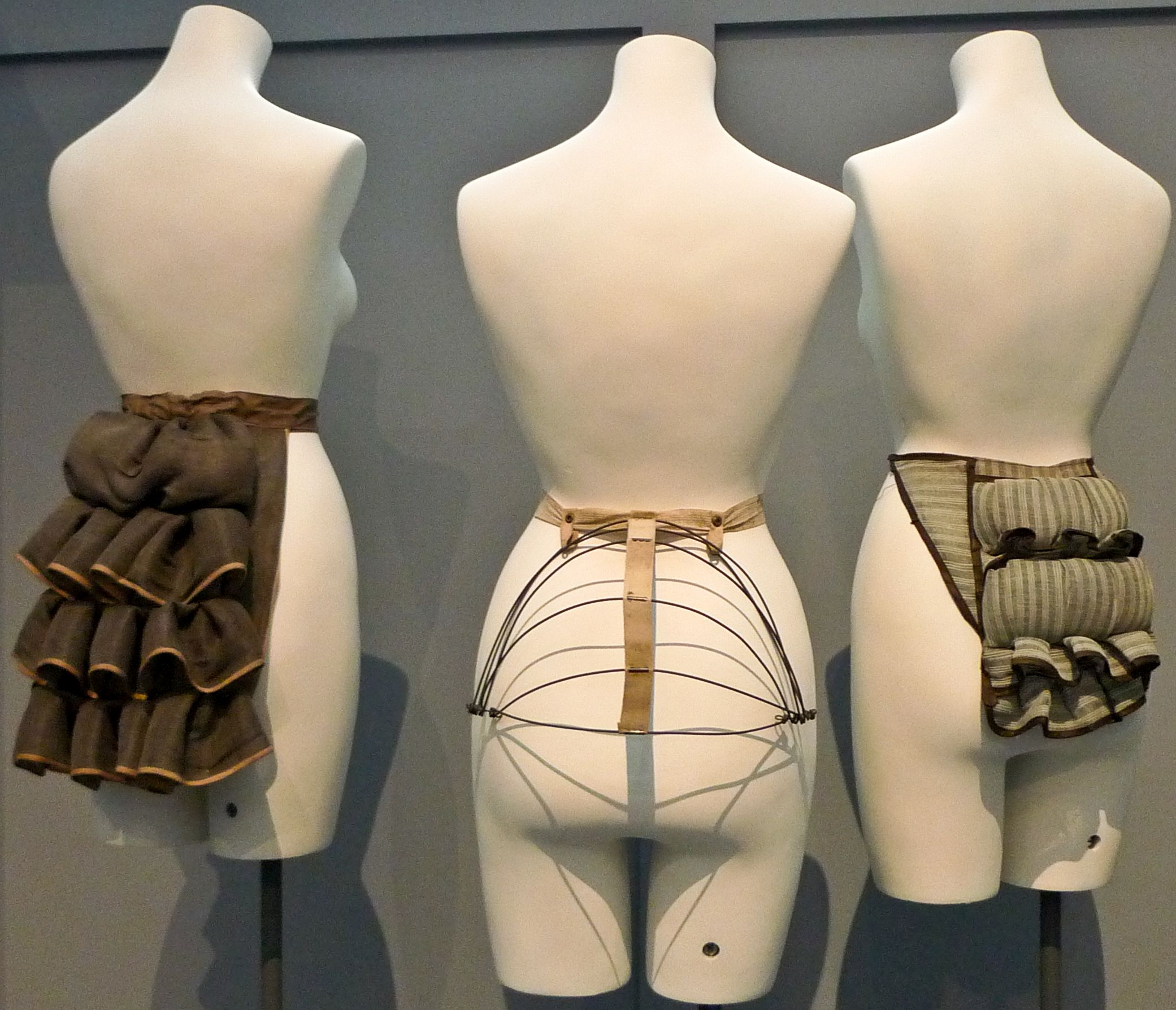
Nosič a vycpávky z let 1875–1885 (Losangeleské muzeum umění)
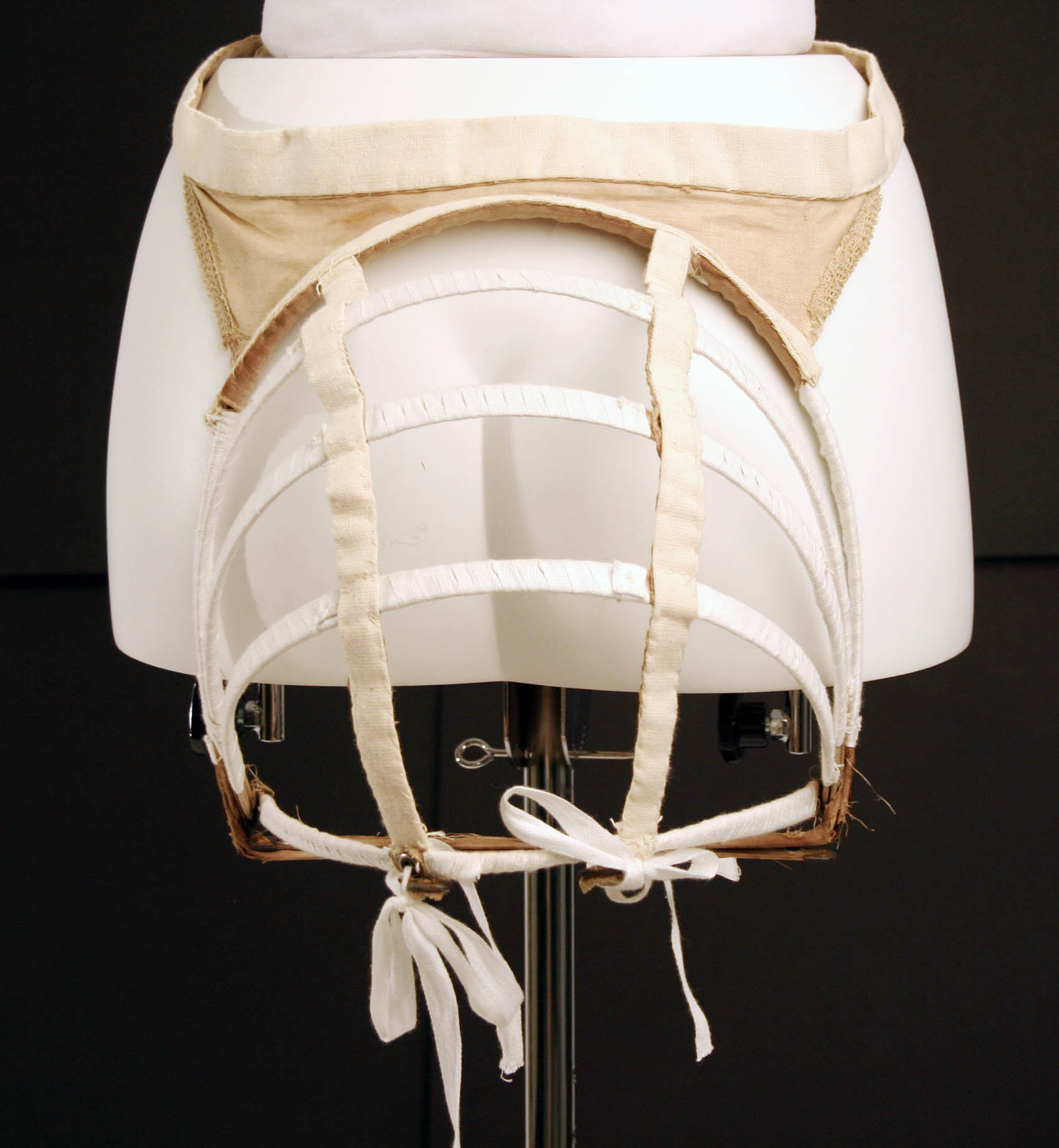
Nosič honzíka z USA v roce 1882 (Met. muzeum umění)
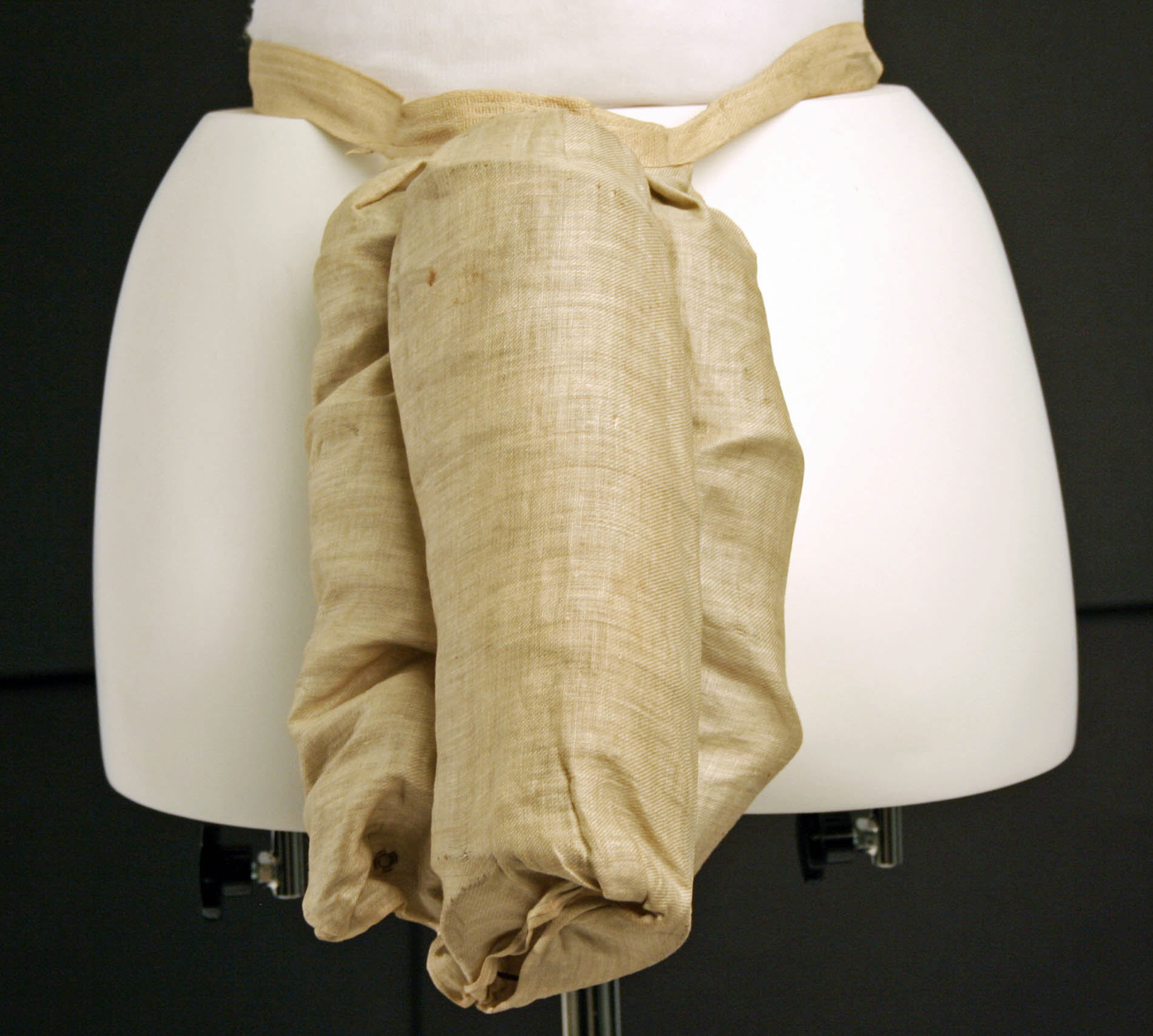
Vycpávka z roku 1880 (Met. muzeum umění)
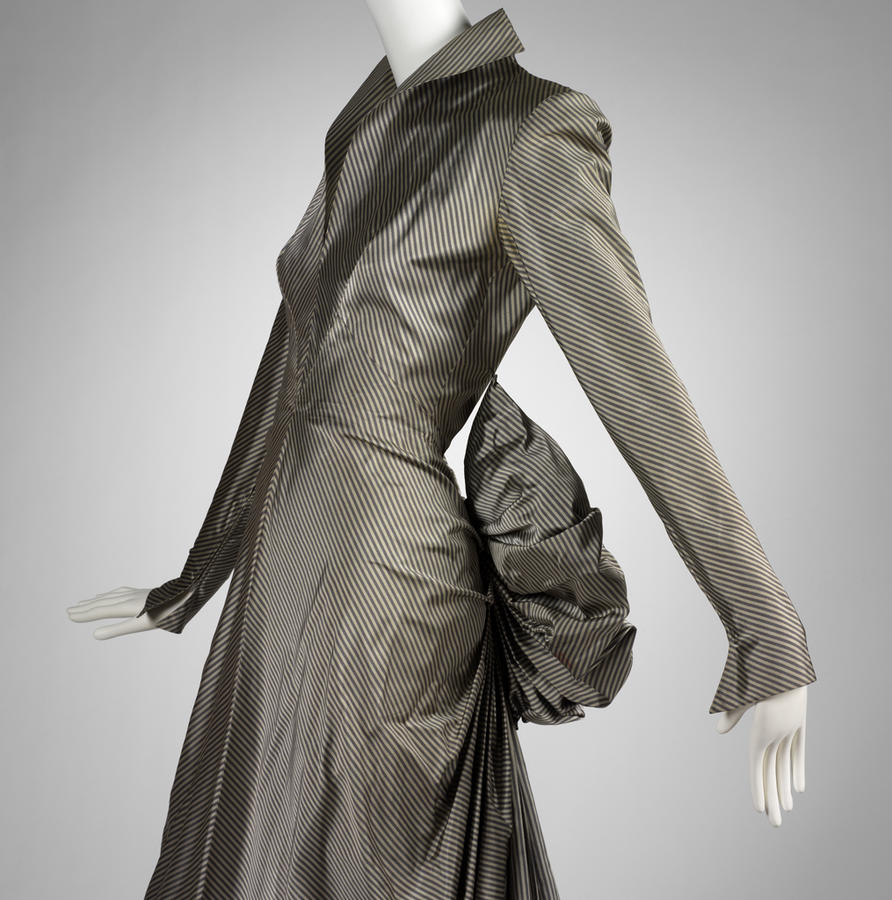
Šaty z roku 1945 s náznakem honzíka (od maďarsko-americké návrhářky Hentz)